# ویلارد-هی (مینیاپولیس)
ویلارد-هی (به انگلیسی: Willard-Hay) یک منطقهٔ مسکونی در ایالات متحده آمریکا است که در مینیاپولیس واقع شده‌است. ویلارد-هی ۸٬۶۱۱ نفر جمعیت دارد.